# Рубинская, Наталья Борисовна
Наталья Борисовна Рубинская (род. 29 апреля 1948) — российская поэтесса, эссеист, музыкант.

## Биография
Живёт в г. Челябинске.
В 1974 году окончила Уральскую консерваторию имени М. П. Мусоргского, в 1988 г. — Литературный институт им. А. М. Горького. Печатается в центральных и региональных изданиях.
Опубликовала книги стихов «Репетиция» (1995), «Бродячая музыка» (2004), «Однажды здесь» (2005), «Тропою трав» (2007), книги прозы «Юное воинство культуры» (2007), «Дневник одной поэтессы» (2008), поэтические циклы в сборниках «Тверской бульвар, 25» (1990), «Держится мир на любви» (1992), «Челябинские акварели» (1996), «Городской романс» (1996), «Молчание, твой голос так высок» (2000), «Утренний час» (2001), «Область вдохновения» (2003), «Сто пятьдесят новых стихотворений» (2004), «200 новых стихотворений» (2005), «Поэтический марафон-2007» (2008) и др. Осуществила научную редакцию книги «100 поэтов XIX-XX веков» (Урал LTD, 2000).
Являясь редактором журнала «Автограф. Челябинск-арт» и газеты «Акцент», стала автором материалов о российских поэтах, художниках, композиторах, мастерах искусств. Плодотворно занимается музыкальным исполнительством и педагогикой: ведет класс фортепиано в Институте музыки имени П. И. Чайковского. Дипломант музыкальных конкурсов. Лауреат литературной и журналистских премий. Заслуженный работник культуры России. Член Союза литераторов России.
- Репетиция: Книга стихов. — Челябинск: Автограф, 1995. — 110 с.
- Бродячая музыка: Книга стихов. — Челябинск: Цицеро, 2004. − 92 с.
- Однажды здесь: Книга стихов. — Челябинск: Южно-Уральское кн. изд-во, 2005. − 352 с.
- Тропою трав: Книга стихов. — М.: Изд-во Дома-музея Марины Цветаевой, 2007. − 73 с.
- Юное воинство культуры. Диалоги с Н. А. Дида о детском художественном творчестве. — Челябинск, 2007. − 200 с.
- Дневник одной поэтессы: Книга прозы. — Челябинск: Цицеро, 2008. − 177 с.
- Свет-перезвон: Книга стихов. — Челябинск: Цицеро, 2009. — 183 с.